# 推定少女 (小説)
『推定少女』（すいていしょうじょ）は、桜庭一樹による日本のライトノベル。2004年9月にファミ通文庫（エンターブレイン）より刊行（イラストは高野音彦）された後、2008年10月に角川文庫（角川書店）より刊行された。

## 概要
作者の真骨頂である地方都市に住む少女の焦燥感が、初めて前面に押し出されて描かれた作品であり、『地方都市シリーズ』の第1作目であると言える。毎日放送の番組『情熱大陸』に桜庭が出演した際、「推定少女の元々のラストはバッドエンドだったが、編集側の意向でハッピーエンドに変更された」と語っている。また、本人の日記によると穂村弘の短歌から着想を得たものだという。なお、未収録ラスト2つは角川文庫版『推定少女』に収録されている。

## あらすじ
あまり頑張らずに生きていきたいと考えている地方都市の中学生、巣篭カナは家出の途中に謎の少女に遭遇する。カナは彼女に「白雪」と名づけ、一緒に東京へ逃亡する。

## 登場人物
巣篭カナ（すごもり カナ）
やや無気力ぎみな女子中学生。家出の最中に「白雪」を拾う。弓矢で「腐った柿の匂いがする」父親を射抜こうとしていた。ボク少女である。
白雪（しらゆき）
カナがダストシュートで出会った少女。謎めいた言動が多い。名前はカナの命名で、「雪のように白い」肌をしていたことに由来する。
水前寺千晴（すいぜんじ ちはる）
カナと白雪が東京で出会った銃器マニアの中学生。中性的な容姿をしている。秋葉原のミリタリーショップに入り浸っている。

## 既刊一覧

### ファミ通文庫版
- 桜庭一樹（著）・高野音彦（イラスト） 『推定少女』 エンターブレイン〈ファミ通文庫〉、2004年9月18日発売[2]、ISBN 4-7577-1995-7

### 角川文庫
- 桜庭一樹（著） 『推定少女』 KADOKAWA〈角川文庫〉、2008年10月25日発売[3]、ISBN 978-4-04-428103-8
  - 角川文庫版には未収録シーンと文庫版あとがき、高野和明による解説が収録されている。